# Bobby Farrell
Pour les articles homonymes, voir Farrell.
Alfonso Farrell, dit Bobby Farrell, est un danseur et chanteur néerlandais, né le 6 octobre 1949 sur l'île d'Aruba, dans les Petites Antilles, et mort le 30 décembre 2010 à Saint-Pétersbourg, en Russie.
Il était la figure de proue du groupe disco Boney M. qui, avec les voix féminines de Liz Mitchell, Maizie Williams et Marcia Barrett, eut son heure de gloire de 1976 à 1985. Lors des prestations scéniques, il assurait le rôle du danseur tout en mimant  les paroles chantées et enregistrées par leur producteur, Frank Farian.

## Biographie
Sa scolarité terminée, il quitte Aruba à 15 ans pour devenir marin. Au bout de deux ans, il s'établit en Norvège puis gagne les Pays-Bas avant de s'installer en Allemagne. Il y travaille principalement comme DJ et accessoirement comme danseur et mannequin quand, en 1975, le producteur et auteur-compositeur-interprète allemand Frank Farian le remarque et le recrute pour son nouveau groupe Boney M. Il devient alors, officiellement, le danseur et chanteur du groupe. C'est cependant Frank Farian qui chante lors de l'enregistrement des disques à la place de Bobby Farrell, et qui, lors des concerts, prête à ce dernier sa voix grave, rocailleuse, modifiée par l'électronique et enregistrée sur bande magnétique,.

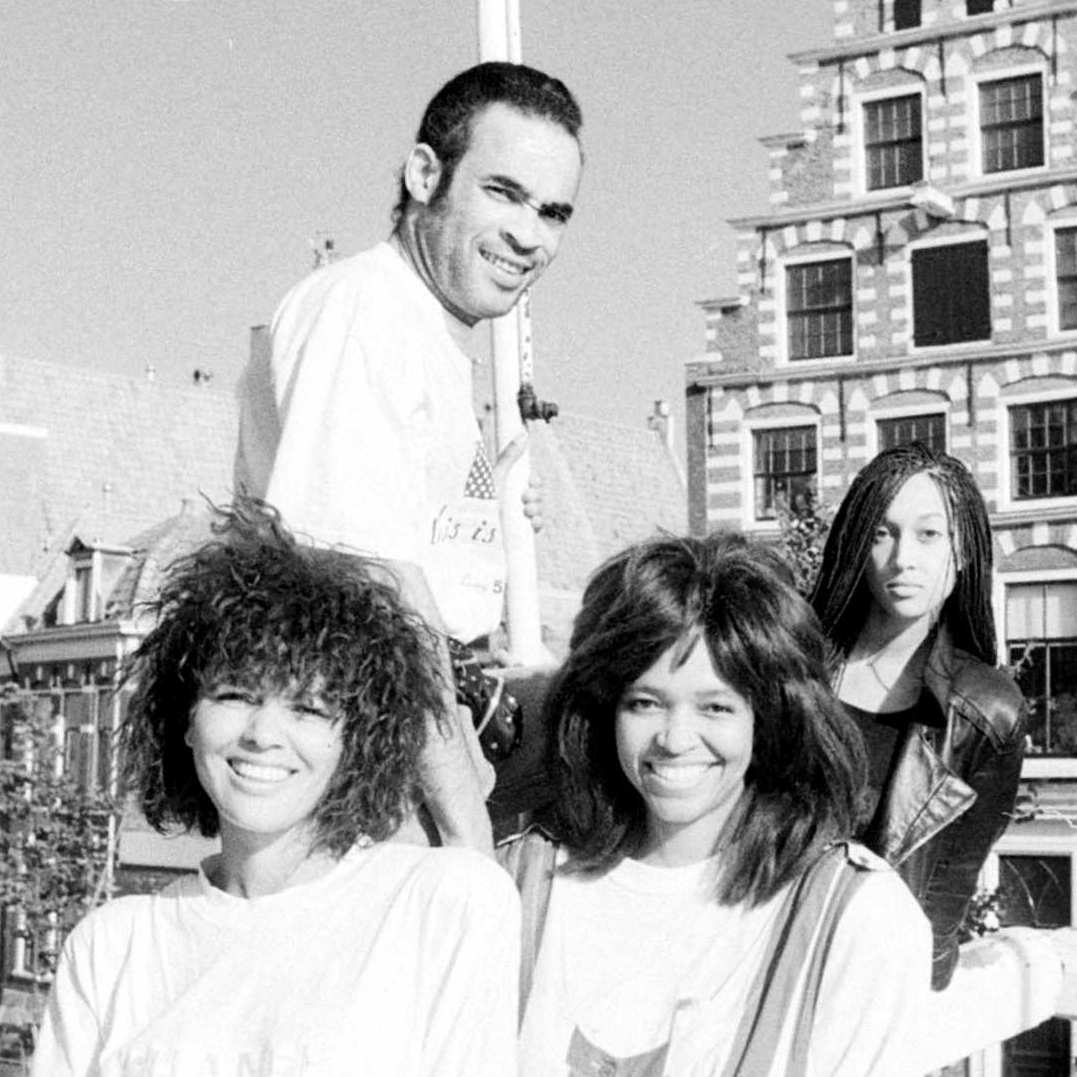
Bobby Farrell en 1991

Le groupe connaît la gloire dans les années 1970 grâce à des tubes chantés en anglais tels que Daddy Cool (1976), Sunny (1977), Ma Baker (1977), Rivers of Babylon (1978) et Rasputin (1978). Bobby Farrell, qui en est la seule voix masculine, s'y singularise par son style de danse, ses costumes moulants et scintillants, sa coiffure afro et ses apparitions torse nu.
En 1982, le danseur-chanteur quitte Boney M puis est remplacé par Reggie Tsiboe. Il revient cependant en 1984 pour le single Kalimba de Luna, mais, à cette époque, le groupe ne suscite plus le même enthousiasme et Farian est accaparé par le lancement d'un nouveau groupe, Milli Vanilli. La dissolution est consommée en 1986. 
Bobby Farrell entame alors une carrière solo et, après avoir reformé le groupe sous le nom de Bobby Farrell and Boney M., continue à se produire sur scène en reprenant les titres de Boney M.
En 2005, il figure comme danseur dans le vidéoclip du DJ Roger Sanchez, Turn on the Music.
En 2010, il se produit avec sa troupe au Liban, en Turquie, aux États-Unis, en Colombie et en Finlande.
Il est retrouvé mort par un employé dans sa chambre d'hôtel de Saint-Pétersbourg le 30 décembre 2010,, au lendemain d'un concert du groupe. Selon le journal populaire russe Life News (ru), il se serait senti mal après une altercation pendant le spectacle et serait mort d'une crise cardiaque. De fait, depuis une dizaine d’années, il avait des problèmes de santé, notamment cardiaques, respiratoires et gastriques. 
Bobby Farrell résidait à Amsterdam, dans l'arrondissement de Zuidoost. Il était divorcé de Yasmina Ayad-Saban. Il laisse derrière lui deux enfants. 
Il a été inhumé au cimetière de Zorgvlied à Amsterdam le 8 janvier 2011.

## Discographie

### Singles
- 1982 : Polizei / A Fool In Love
- 1985 : King Of Dancing / I See You
- 1987 : Hoppa Hoppa / Hoppa Hoppa (Instrumental)
- 1991 : Tribute To Josephine Baker
- 2004 : Aruban Style (Mixes)  S-Cream Featuring Bobby Farrell
- 2006 : The Bump EP

### Bobby Farrell's Boney M. / Boney M. Featuring Bobby Farrell / Bobby Farrell Featuring Sandy Chambers
- 2000 : The Best Of Boney M. (DVMore)
- 2001 : Boney M. - I Successi (DVMore)
- 2001 : The Best Of Boney M. (II) (compilation)
- 2001 : The Best Of Boney M. (III) (compilation)
- 2005 : Boney M. - Remix 2005 (featuring Sandy Chambers) (compilation) (Crisler)
- 2007 : Boney M. - Disco Collection (compilation)

Tous ces albums sont des ré-enregistrements des titres de Boney M et non les originaux.